# Petit Chien (constellation)
Canis Minor
«  Canis Minor » redirige ici. Pour les autres significations, voir Canis (homonymie).
 (juin 2019).
Si vous disposez d'ouvrages ou d'articles de référence ou si vous connaissez des sites web de qualité traitant du thème abordé ici, merci de compléter l'article en donnant les références utiles à sa vérifiabilité et en les liant à la section « Notes et références ».
Le Petit Chien (Canis Minor) est l’une des 88 constellations modernes, une petite constellation de l’hémisphère nord. Elle était déjà présente dans la liste de 48 constellations établie par Ptolémée au IIe siècle. On dit qu’elle représente un des chiens qui suivent Orion.

## Histoire
L’étoile Procyon était appelée ainsi par les anciens Grecs car elle se levait avant Sirius, l’étoile la plus brillante du Grand Chien, mais la constellation ne fut utilisée qu’à partir de la période romaine en tant que représentation du plus petit des chiens de chasse d’Orion.

## Observation des étoiles

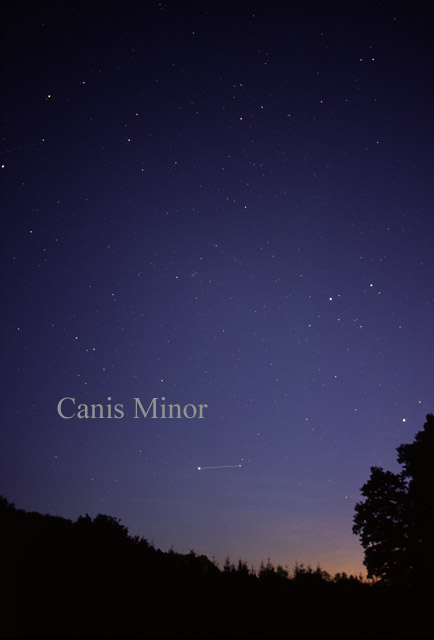
Constellation du Petit Chien.

Visibilité nocturne de la constellation.

Le Petit Chien est une petite constellation se composant principalement de deux étoiles : Procyon (α Canis Minoris, magnitude apparente 0,40) et Gomeisa (β Canis Minoris, 2,89). La douzaine d’autres étoiles facilement visibles à l’œil nu que la constellation possède, ne dépassent pas la 4e magnitude.

### Localisation de la constellation
La position de la constellation se repère directement par celle de Procyon, de première grandeur, qui se distingue facilement à l'est d'Orion et au sud des Gémeaux dans une zone par ailleurs sans étoiles brillantes.

## Étoiles principales

### Procyon (αCanisMinoris)
Procyon (α Canis Minoris), la plus brillante étoile de la constellation, est aussi la huitième étoile la plus lumineuse du ciel nocturne. Elle l’est surtout par sa proximité : à 11,40 années-lumière du Système solaire, elle est également la 13e étoile la plus proche.
De classe spectrale F5IV-V, Procyon est une sous-géante jaune environ sept fois plus lumineuse que le Soleil. C’est également une étoile double ; son compagnon (appelé « Procyon-B », l’étoile principale portant la dénomination de « Procyon-A ») est une naine blanche qui orbite en 40,65 ans.
En grec, Procyon signifie « avant le chien », car elle se lève avant Sirius, dans la constellation du Grand Chien.
Avec Sirius (α CMa) et Bételgeuse (α Ori), Procyon forme l’astérisme du « Triangle d'hiver ».

### Autres étoiles
La deuxième étoile de la constellation est Gomeisa (β Canis Minoris) dont le nom dérive d’une expression arabe signifiant « celle qui pleure ». Distante de 170 années-lumière et brillant d’une magnitude apparente de 2,89, c’est une étoile bleu-blanc tournant rapidement sur elle-même.
γ Canis Minoris est une binaire spectroscopique. 14 Canis Minoris est un système triple.
U Canis Minoris est une variable de type Mira. Sa magnitude évolue entre 7,3 et 11 sur une période de 338 jours.

## Objets célestes
Comme cette constellation est très petite, elle ne possède aucun objet du ciel profond de magnitude inférieure à 10. On peut signaler les galaxies NGC 2350 et NGC 2538, d’une magnitude supérieure à 14.